# Lindö uddes naturreservat
Lindö udde är ett naturreservat i Ronneby kommun i Blekinge län.
Området är naturskyddat sedan 1990 och har en areal på 75 hektar varav 21 hektar land. Det är beläget söder om Ronneby och består av en skogbevuxen udde.

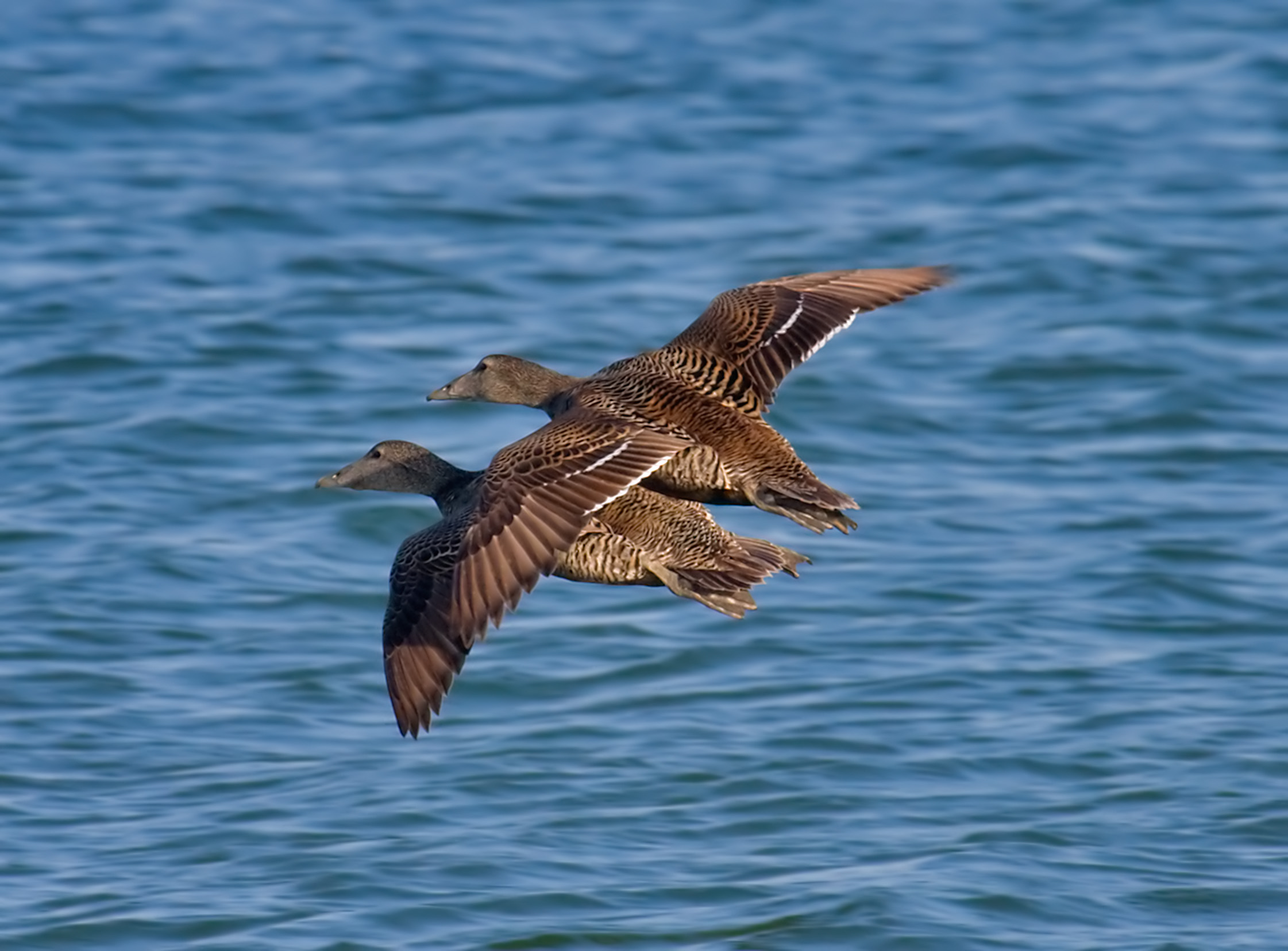
Flockar av Ejder syns vår och höst.

Naturreservatets inre del täcks av snårig lövskog med främst ek, björk, asp och bok. Runt udden finns strandäng av varierande bredd. Området har under lång tid använts som betesmark och marken var då nästan helt öppen. Halvön präglas av den stenhuggeriverksamhet som tidigare bedrivits där. Stenbrytningen på Lindö udde pågick ända in på 1930-talet.
Udden är en utmärkt plats för att skåda flyttfåglar på våren och hösten.
Naturreservatet ingår i EU:s ekologiska nätverk, Natura 2000.